# U-Boot-Bunker Valentin

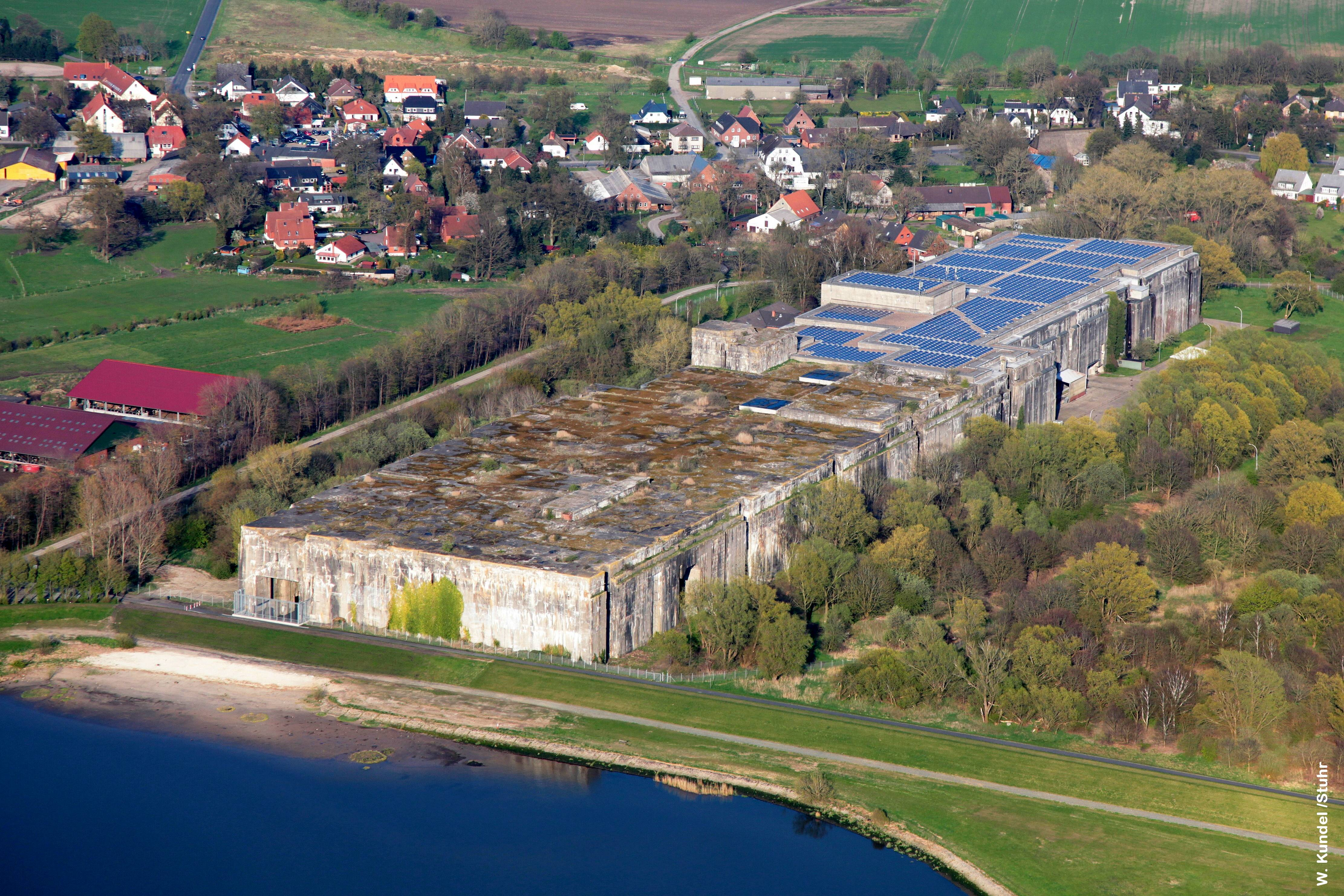
Luftbild (2012)

Der U-Boot-Bunker Valentin, auch U-Boot-Bunker Farge genannt, ist ein im heutigen Bremer Ortsteil Rekum – damals Farge-Rekum – an der Weser gelegenes Bauwerk, das während des Zweiten Weltkrieges von 1943 bis März 1945 unter Einsatz von Zwangsarbeitern errichtet wurde, wobei Tausende ums Leben kamen. In dem U-Boot-Bunker sollten U-Boote des Typs XXI in Sektionsbauweise gebaut werden. Es handelte sich um das größte Rüstungsprojekt der Kriegsmarine. Der Bunker wurde zu etwa 95 Prozent fertiggestellt; auf Grund des Kriegsverlaufes wurde der geplante Bau der Typ-XXI-Boote aber nicht mehr aufgenommen.
Der Bunker ist gemessen an der Grundfläche (35.375 m²) der größte freistehende Bunker in Deutschland und nach der U-Boot-Reparaturwerft Brest in Frankreich der zweitgrößte in Europa. Verbaut wurden eine Million Tonnen Kies und Sand, 132.000 Tonnen Zement und 20.000 Tonnen Stahl.
Ein Teil des Bunkers wurde von 1960 bis Ende 2010 von der Bundeswehr als Teildepot des Wilhelmshavener Marinematerialdepots 2 genutzt. Zwischen Mai 2011 und November 2015 wurde dieser Teil zu einer Gedenkstätte mit Besucherzentrum umgebaut. Dazu investierten der Bund und das Land Bremen jeweils 1,9 Millionen Euro. Am 8. November 2015 wurde die Gedenkstätte als Denkort Bunker Valentin eröffnet. Begehbar ist der Teil des Bunkers, der von der Bundesmarine als Depot genutzt wurde. Der zerstörte Teil des Bunkers ist seit Ende der Umbauarbeiten in einem Tunnel einsehbar. Der Rest der Ruine ist aus Sicherheitsgründen gesperrt.
Das Gebäude steht seit 2005 unter Bremer Denkmalschutz.

## Planung

### Projekt

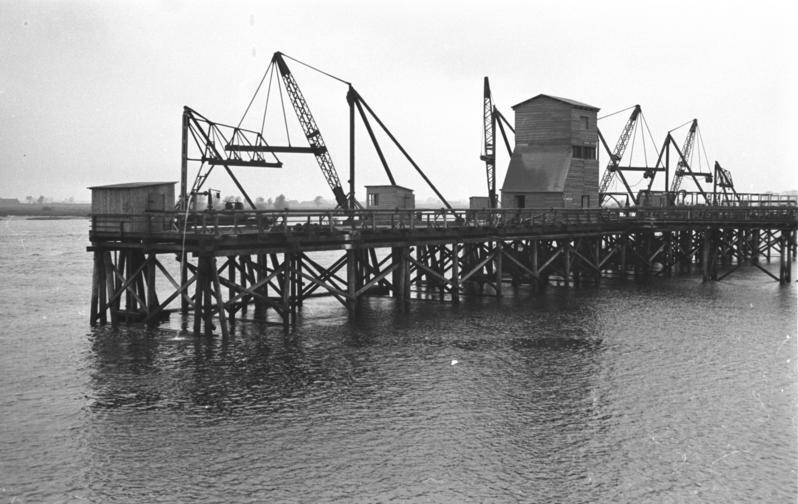
Baupier für die Materialanlieferungen (1944)

Als die Bombenangriffe auf deutsche Werften zunahmen und die Produktion von U-Booten dadurch stark eingeschränkt wurde, wurden bombensichere Werften in Bunkern geplant. Eine meterdicke Zerschellschicht (im Bunker Valentin in Form einer Sieben-Meter-Spannbeton-Decke) sollte dafür sorgen, dass die Produktion nicht von alliierten Luftangriffen gestört werden konnte.
Gegen Ende des Jahres 1942 gab Albert Speer, seit Februar 1942 Rüstungsminister, den Plan für eine der größten Bunkerwerften heraus. Als Standort wurde Bremen-Farge ausgewählt, aufgrund der infrastrukturell günstigen Anbindung an die Weser und der enormen Fertigungskapazitäten der nahegelegenen Bremer Großwerften. Der Bunker sollte nach Fertigstellung von der Werft Bremer Vulkan zur Endmontage der in Sektionsbauweise fließbandartig gebauten U-Boote des Typs XXI genutzt werden. Ein weiterer Bunkerbau namens „Hornisse“ wurde im Hafen Bremen für die AG Weser begonnen, um dort U-Boot-Sektionen zu fertigen. Andere Sektionen sollten im Bunker „Wespe“ in Wilhelmshaven hergestellt und dann per Schiff zum Bunker Valentin zur Endmontage gebracht werden.
Die Bezeichnung richtete sich nach den Anfangsbuchstaben der Standorte: „Valentin“ stammt von Vegesack, dem Standort der Vulkan-Werft. Der U-Boot-Bunker in Hamburg-Finkenwerder hieß „Fink II“, der Bunker Wespe stand in Wilhelmshaven, in Kiel gab es den U-Boot-Bunker Kilian, in Bremen-Gröpelingen Kap-Horn-Straße den Bunker Hornisse.
In Erwartung der baldigen Fertigstellung des Bunkers besuchten Großadmiral Dönitz am 22. April 1944 und Propagandaminister Joseph Goebbels am 24. November 1944 die Baustelle. Goebbels kam von der Deschimag AG Weser Werft in Gröpelingen mit dem Schnellboot für eine etwa einstündige Stippvisite angereist.

### Produktionsweise
Im Bunker sollte nach der Fertigstellung alle 56 Stunden ein U-Boot vom Stapel laufen, was zu einer monatlichen Produktion von 14 Booten geführt hätte. Planungen von Ende 1944 sahen vor, dass nach dem Produktionsanlauf im April 1945 zunächst monatlich drei Boote fertiggestellt werden sollten und ab August 1945 die (vorläufige) maximale Kapazität von 14 Booten erreicht sein würde.
Die Sektionen der Boote sollten in anderen Fabriken – hauptsächlich in den Werften Blohm & Voß, Deschimag AG Weser und Deschimag Seebeck AG – vorgefertigt und unter der Leitung des Bremer Vulkan im Bunker „Valentin“ auf einer Montagelinie zusammengebaut und komplett ausgerüstet werden. Vorgesehen waren 13 Montagestationen, wobei die Station 13 ein etwa 8 m tiefes Wasserbecken mit anschließender Ausfahrt zur Weser war. Die Stationen 12 und 13 waren vom übrigen Bereich durch Mauern und Schleusentore abgetrennt und konnten bis zu einer Höhe von 14 m geflutet werden.
Nach dem Aufschwimmen des Bootes in Station 12 wurde dieses seitlich nach Station 13 verschoben. Nach dem Erreichen des Höchstwasserstands von 14 m wären somit in der Station 13 stationäre Dichtigkeits- und Funktionsprüfungen bis 22 m Tiefe (Kiel des Bootes) möglich gewesen.

### Valentin 2
Da es im Werftbunker Valentin mit den 13 Taktplätzen nicht genügend Platz für die Ausrüstung der U-Boote gab, wurde im November 1944 der Planungsauftrag für den Bunker „Valentin 2“ erteilt. Mit den Erdarbeiten wurde im Februar 1945 begonnen, Ende März 1945 wurden sie eingestellt.

## Bau

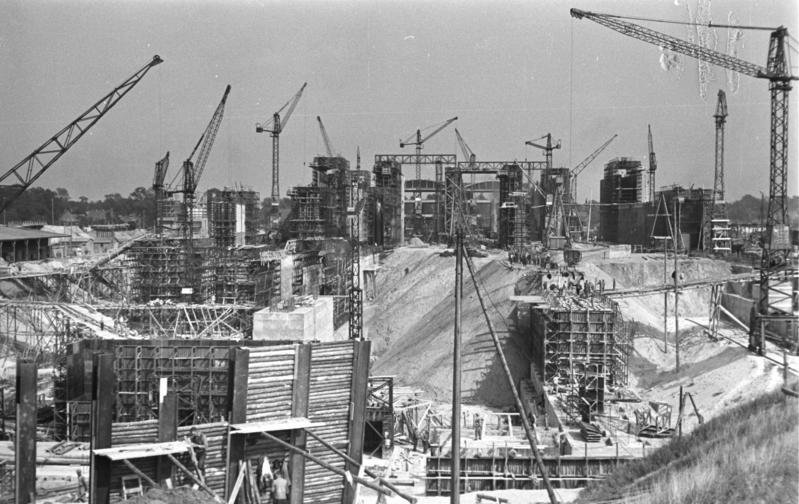
Überblick auf die Turmdrehkräne auf dem Bau (1944)

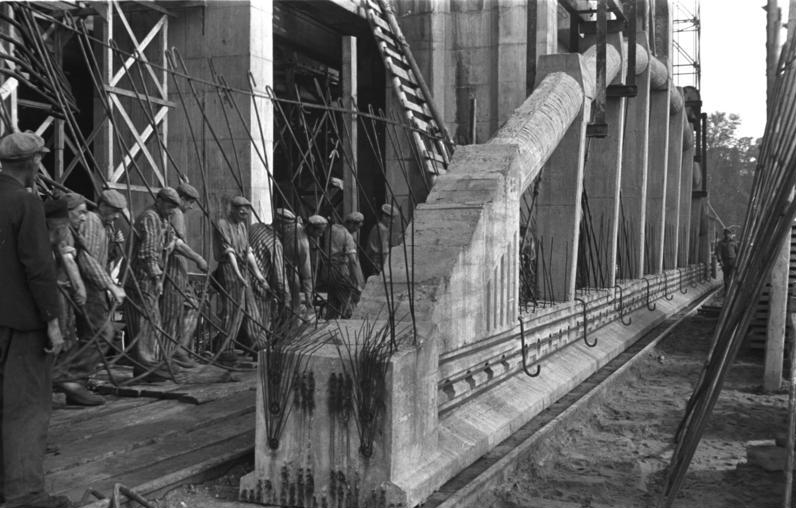
Zwangsarbeiter beim Positionieren eines Spannbetonbogens mit Stahlstangen (1944)

Der Bau wurde von der Organisation Todt geplant und beaufsichtigt. Die Bauleitung wurde seit dem Baubeginn im Frühjahr 1943 von der Arbeitsgemeinschaft Agatz & Bock wahrgenommen, die Leitung vor Ort oblag Erich Lackner und der Deschimag AG Weser. Für die Anlieferung der Baustoffe wurden Kaianlagen an der Weser geschaffen und eine Nebenstrecke der Marinebahn Farge–Schwanewede gebaut. 50 Firmen in zwei Arbeitsgemeinschaften waren mit der Bauausführung beschäftigt. Die Bauarbeiten fanden praktisch unter den Augen der Alliierten statt, wie zahlreiche englische und amerikanische Luftbilder belegen.
Als Arbeitskräfte wurden 10.000 bis 12.000 Zwangsarbeiter aus den von der NS-Wehrmacht besetzten Gebieten und dem KZ Neuengamme herbeigeschafft. Sie mussten in Zehnstundenschichten den Bunker errichten. Vermutlich sind bei den Bauarbeiten 2000 bis 6000 Menschen ums Leben gekommen, genauere Zahlen sind jedoch schwer zu erfassen. 1700 Tote sind registriert. Die Namen der polnischen und russischen Toten sind nur unzureichend überliefert. Viele Zwangsarbeiter starben an Unterernährung oder physischer Erschöpfung.

### Lager für Arbeiter und Häftlinge
In der Region Bremen-Farge mit den heute niedersächsischen Ortschaften Schwanewede und Neuenkirchen gab es damals auf einer Fläche von 6 mal 2 km sieben Häftlingslager.
1937 richtete die Firma Gottlieb Tesch aus Berlin ein Aufenthaltslager für Firmenmitarbeiter am Waldweg (heute An de Deelen) in Lüssum ein. Ergänzend kamen zunächst 300 „Fremdarbeiter“ hinzu. Diese wurden bereits ab 1938 bei dem Bau von 78 unterirdischen Bunkern des gigantischen Treibstoff-Tanklagers der Tarnfirma Wifo in Farge eingesetzt (Tanklager Farge). In der Nähe dieser Baustelle, an der heutigen Betonstraße, wurde 1938 das „Gemeinschaftslager Tesch“ errichtet, mit Baracken für die Unterbringung von ca. 2000 Beschäftigten. Um 1941 waren darunter ca. 400 Zwangsarbeiter (Kriegsgefangene).
Im „Gemeinschaftslager Tesch“ auf der Baustelle des Wifo-Tanklagers Farge richtete die Gestapo Bremen im Oktober 1940 das erste sogenannte Arbeitserziehungslager überhaupt ein, das AEL-Farge. Die Gefangenen wurden von der Gestapo zur Zwangsarbeit an die Baufirmen vermietet, u. a. auch auf der Baustelle des U-Boot-Bunkers. Um den übergroßen Bedarf an Arbeitskräften (bei Mangel an Baumaschinen) für den Bau des U-Boot-Bunkers zu decken, wurde 1943 das KZ-Arbeitslager Farge als drittgrößtes Außenlager des KZ Neuengamme errichtet. Über 2.500 Gefangene wurden als Arbeitssklaven der SS mit brutaler Gewalt zu Schwerarbeit auf der Baustelle gezwungen. Viele von ihnen waren in einem 1940 gebauten, unbenutzten Öltank des Marine-Öltanklagers untergebracht, nachdem dessen Bau am 3. Juli 1941 eingestellt worden war. Dort waren sie ohne Tageslicht, unterernährt und unter unerträglichen hygienischen Bedingungen auf engstem Raum in unmenschlicher Weise eingepfercht. Andere KZ-Gefangene mussten in Baracken auf dem Gelände der Baustelle des Marine-Öltanklagers hausen.
Eine 1939 errichtete Arbeiterwohnanlage, das „Marinegemeinschaftslager“ aus Holz- und Steinbaracken (darunter die Baracke „Wilhelmine“) wurde 1944 zur Unterbringung von ca. 1400 Zwangsarbeitern genutzt.
Auf einem Acker nahe der U-Boot-Bunker-Baustelle wurde 1943 das Lager „Farge-Rekumer Feldmark“ mit 24 Baracken errichtet, für ca. 1500 Zwangsarbeiter (sowjetische Kriegsgefangene und Gefangene des Gestapo-„Arbeitserziehungslagers“) sowie ca. 600 Marinesoldaten (Marine-Landesschützenzug Farge, zur Bewachung der Gefangenenlager und der Baustellen).
In Schwanewede wurden um 1943 zwei große Zwangsarbeiterlager eingerichtet, Heidkamp I und Heidkamp II, mit insgesamt 36 Baracken für ca. 2800 sogenannte „Ostarbeiter“ und für italienische Kriegsgefangene.

### Bombardierung und Bauende

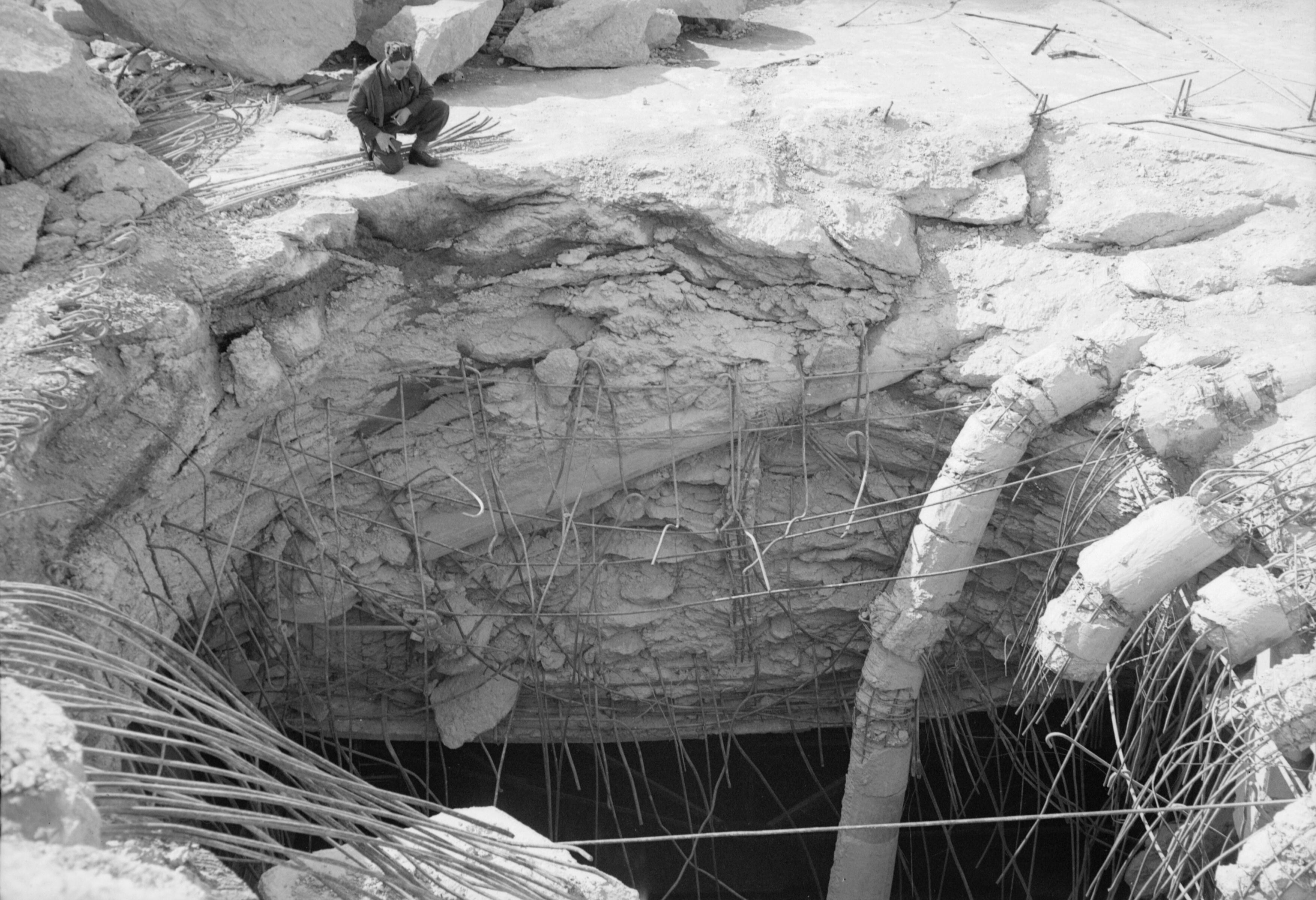
Ein RAF-Offizier begutachtet das Loch, das eine „Grand Slam“-Bombe hinterlassen hat, die das Stahlbetondach durchschlug.

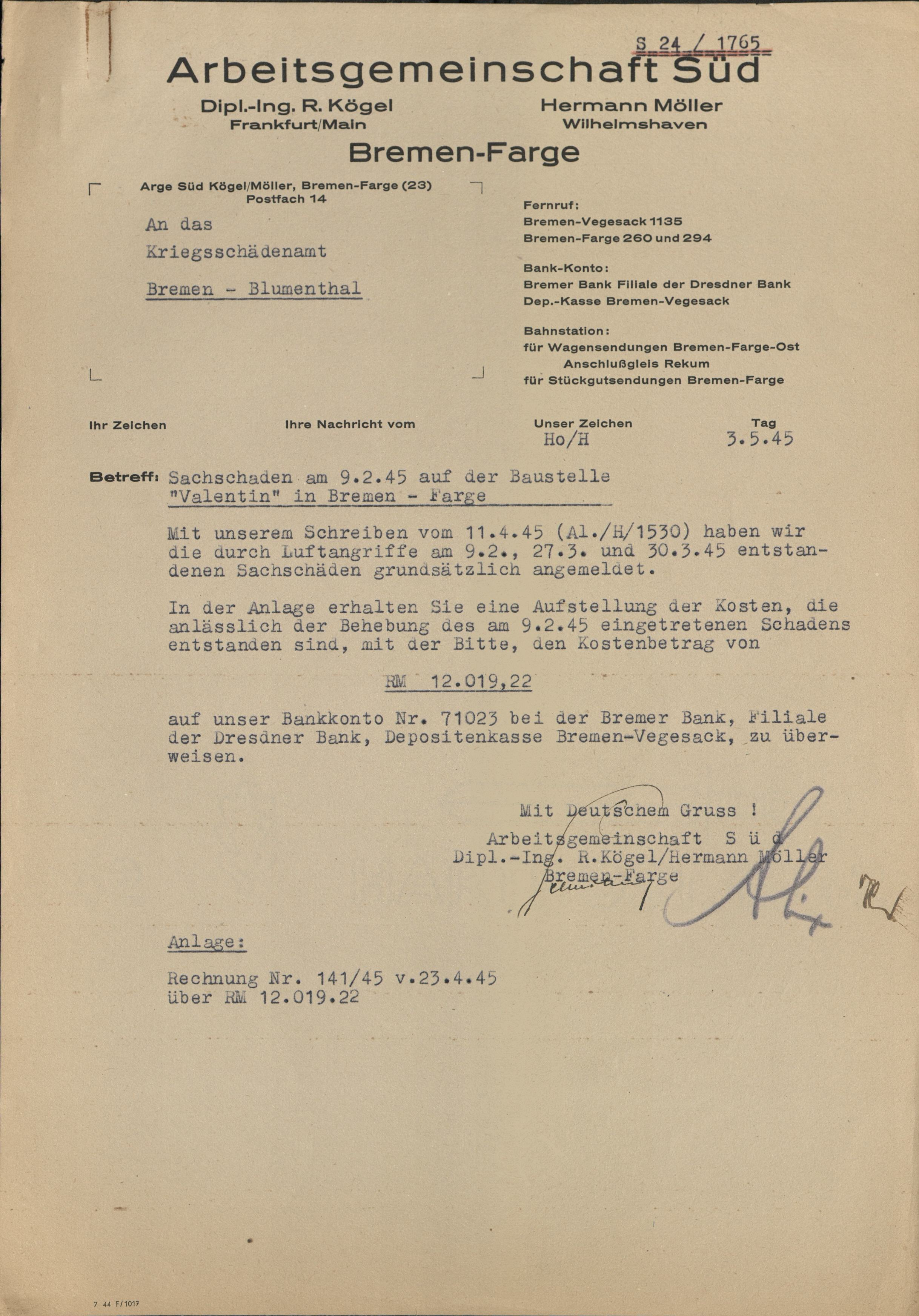
Sachschäden durch Luftangriffe am 9. Februar, 27. und 30. März auf die Baustelle des U-Bootbunkers Valentin, deren Erstattung die Firmen Kögel und Möller am 3. Mai 1945 beantragten. Staatsarchiv Bremen Sign. 4,64/6-376

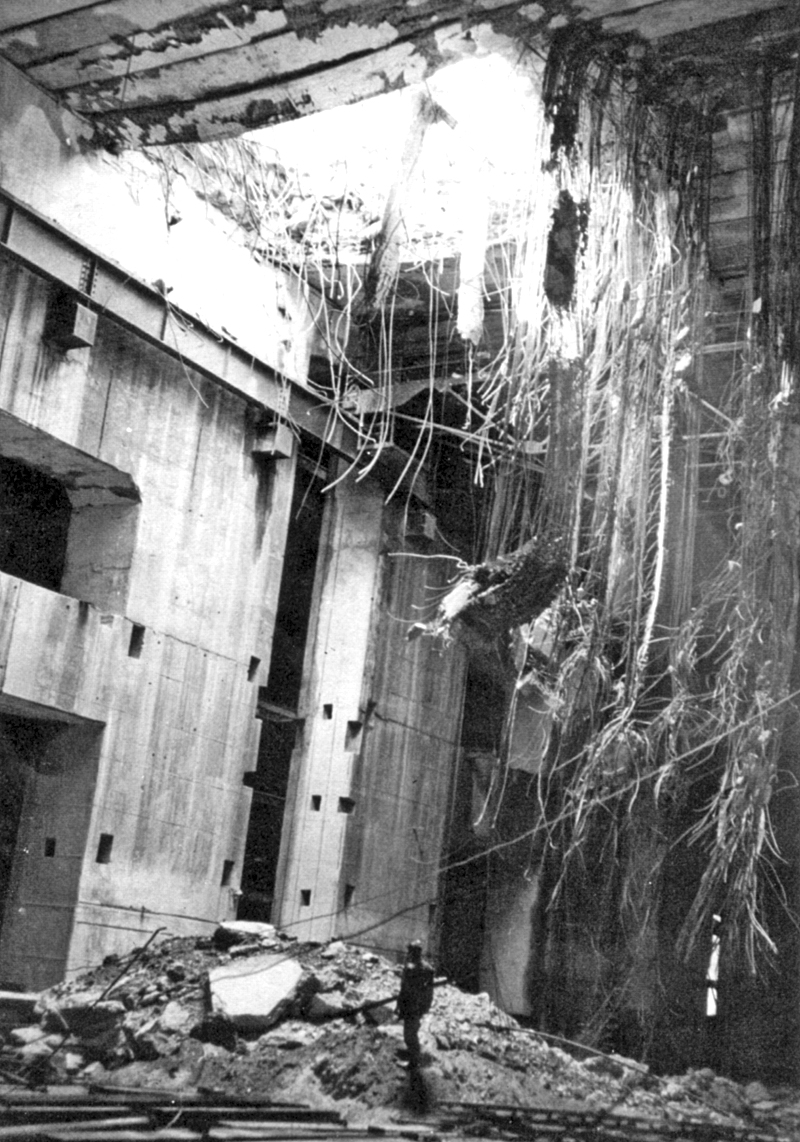
Eine Grand Slam hat die Betondecke des U-Boot-Bunkers Valentin in Bremen durchschlagen.

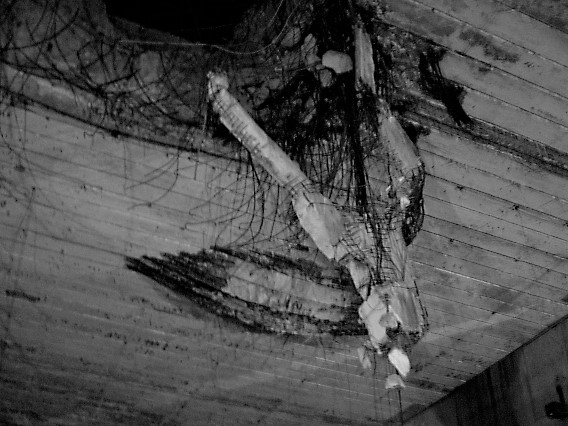
Einschlagsloch einer der zwei britischen Bomben, die Valentin trafen

Rechnung der Abwicklungsstelle über Verkauf von Eisenschrott vom U-Boot-Bunker Valentin 1947

Anfang 1943 begann die Flächenbombardierung Bremens und der Werften Deschimag AG Weser und Bremer Vulkan. Der Bunker wurde nicht bombardiert, obwohl der Baufortschritt den Alliierten durch Luftaufklärung bekannt war. Vermutlich war es ihnen wichtiger, dass die Baustelle Material und Arbeitskräfte band, das somit anderen Rüstungsprojekten entzogen wurde. Erst kurz vor Inbetriebnahme, als der Bunker zu etwa 90 % fertiggestellt war, wurden 1945 drei Luftangriffe auf ihn geflogen.
Der erste Angriff erfolgte am 9. Februar 1945. Den zweiten am 27. März 1945 flogen 18 speziell ausgerüstete Bomber vom Typ Lancaster B Mk.I (Special) der Royal Air Force, die mit 13 Grand Slams (je 10 t), vier Tallboys (je 5,4 t) und zwölf 454-kg-Bomben bewaffnet waren. Zwei Treffer sind zu verzeichnen, zwei Grand Slams drangen etwa 2 m tief in die – in der ersten Ausbaustufe befindliche – 4,5 m starke Decke ein. Beide rissen jeweils ein Loch von etwa 8 m Durchmesser in die Bunkerdecke, von denen eines in nebenstehender Abbildung mit heraushängender Armierung, im Volksmund seiner Form wegen heute „Toter Mann“ genannt, zu sehen ist.
Die Bauarbeiten wurden daraufhin eingestellt. Bei den zahlreichen Opfern der Bombardierung handelte es sich zumeist um französische Zivilarbeiter des Service du travail obligatoire (STO). Am 30. März 1945 erfolgte ein Angriff der United States Army Air Forces, deren 2,5 t schwere Bomben dem Bunker zwar nichts anhaben konnten, aber die umliegende ungeschützte Infrastruktur zerstörten und das Baggerschiff versenkten, welches den Durchbruch zur Weser freimachen sollte. Die Bauarbeiten wurden nicht wieder aufgenommen, und selbst die Aufräumarbeiten nach den Angriffen wurden eine Woche später abgebrochen.

## Gebäudedaten

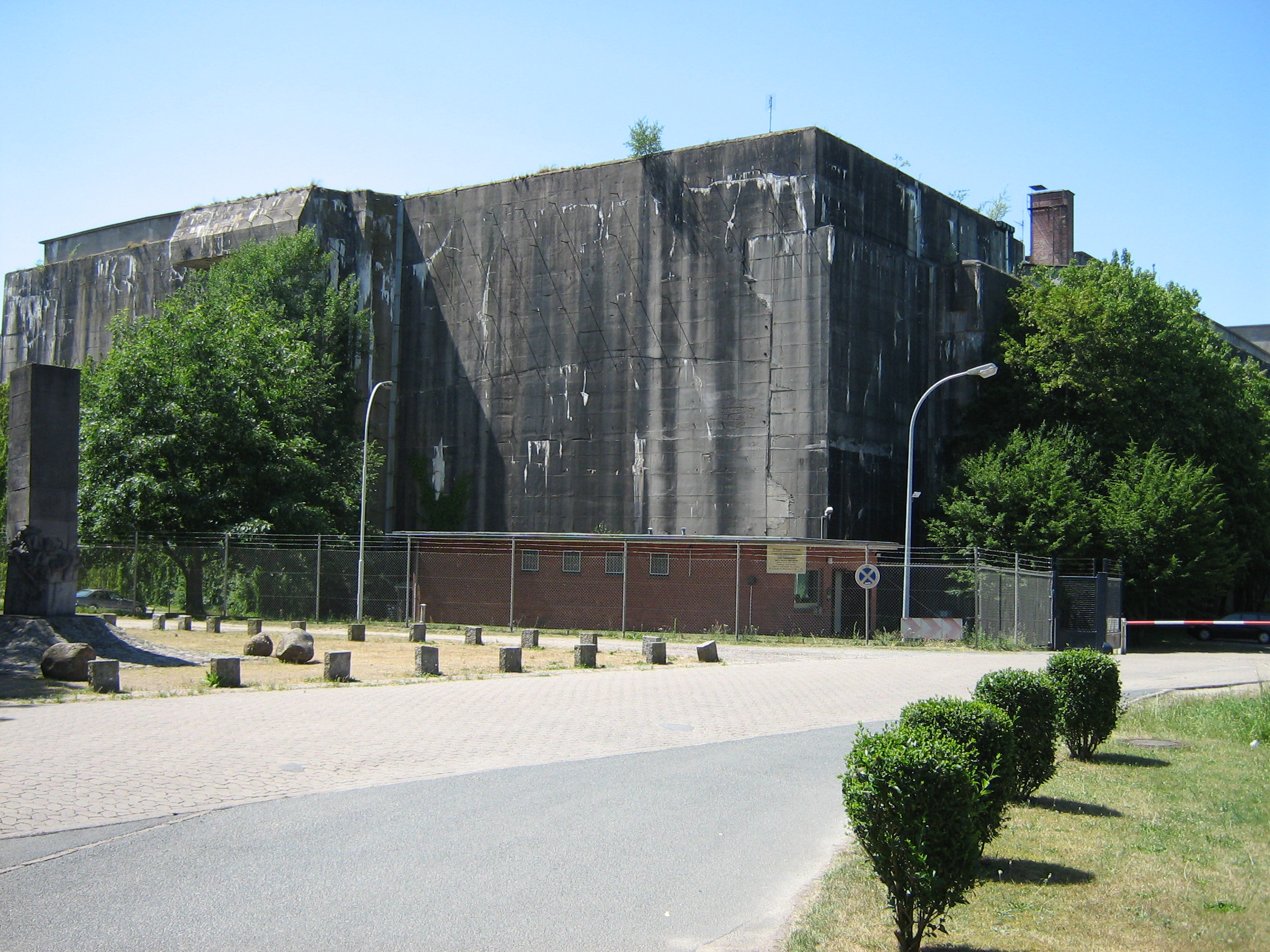
Eingang zum Bunker

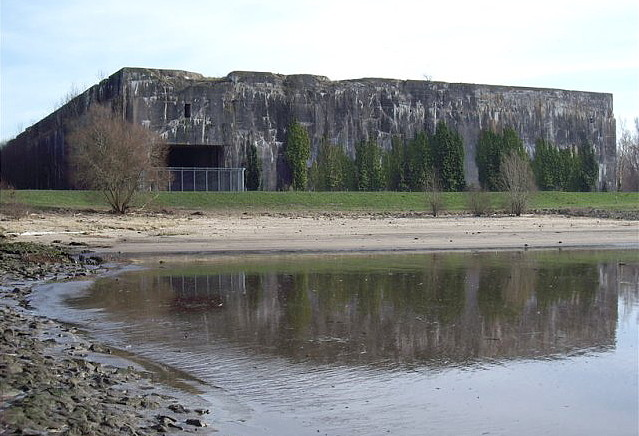
Ansicht von der Weser: Links die Ausfahrt mit Schleuse, aus welcher die U-Boote den Bunker verlassen sollten (heute zugeschüttet)

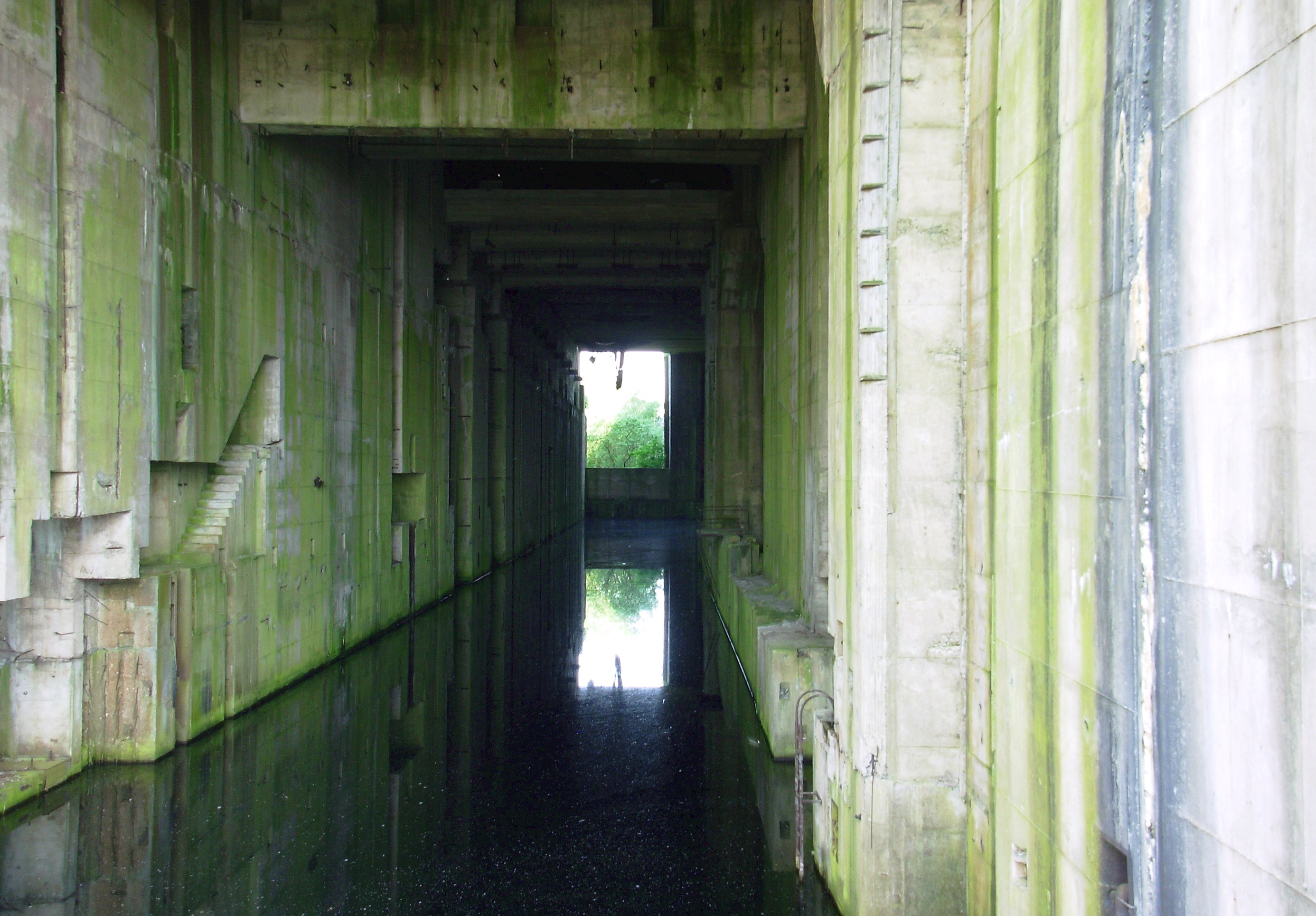
Ausfahrt des Bunkers zur Weser; Blick ins Innere

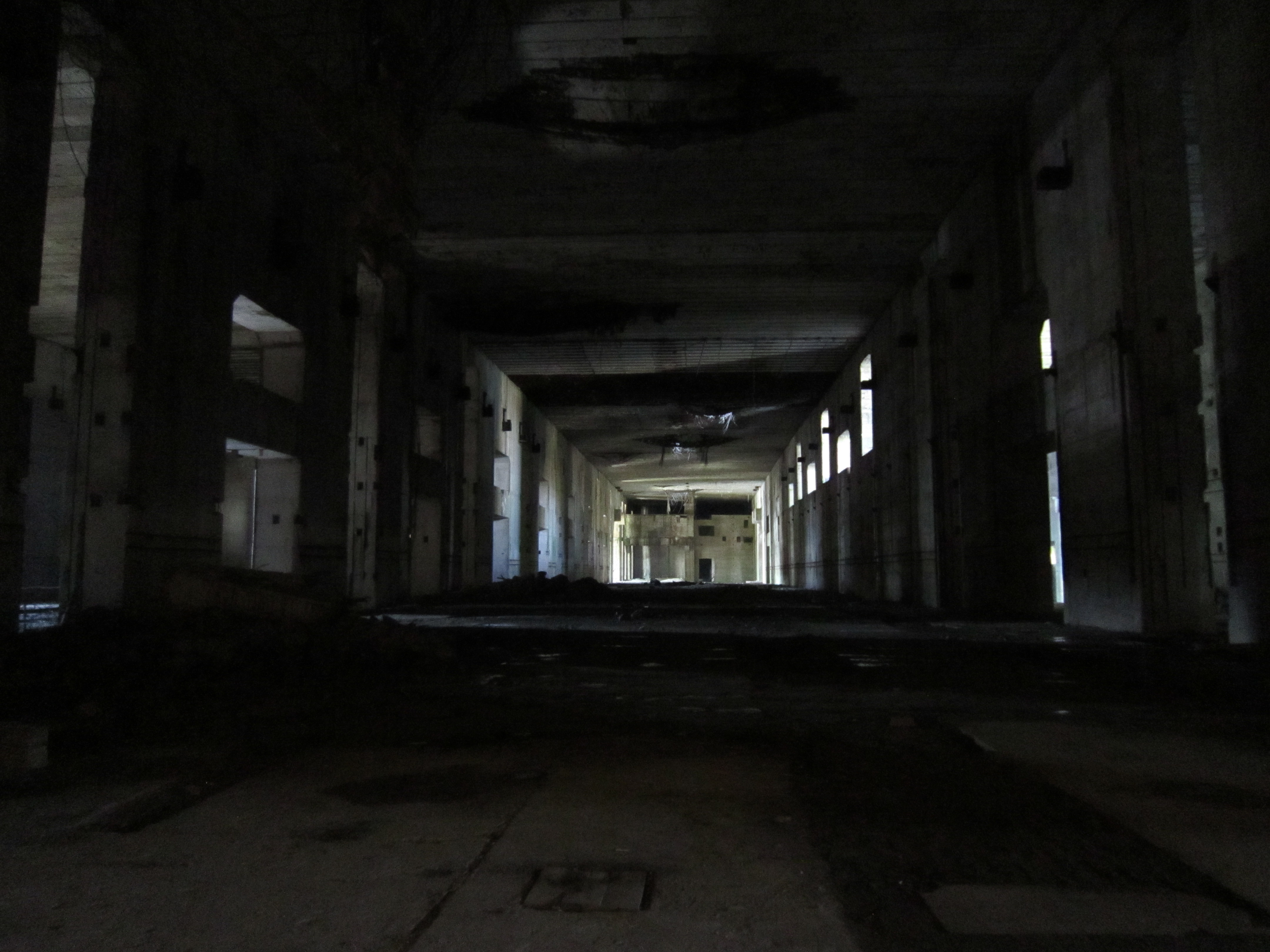
Blick von der Bunkermitte in den Ostflügel

Mit einer Länge von 419 Metern ist es das längste Gebäude von Bremen; das zweitlängste Gebäude ist der im Bremer Ortsteil Überseestadt gelegene Speicher XI mit 403 Metern.
- Länge: 419 m (teils werden auch 426 m angegeben)
- Breite (Osten): 67 m
- Breite (Westen): 97 m
- Außenhöhe: 20–22 m
- Außenhöhe bei Deckenerhöhung: 30–33 m
- Innenhöhe: 18 m
- Grundfläche: 35.375 m²
- gesicherter umbauter Raum: 520.000 m³
- verbauter Beton: knapp 500.000 m³
- Betondicke (Decke, erste Ausbaustufe): 4,5 m
- Betondicke (Decke, zweite Ausbaustufe): 7 m
- Betondicke (Außenwände): 4,5 m

## Nutzung nach dem Krieg
Nach Freigabe durch die Alliierten Ende Mai 1945 begannen Arbeiter der beteiligten Baufirmen, die Anlagen zu demontieren. Die Baustelle wurde bis 1949 geordnet abgewickelt, indem die Abwicklungsstelle der Standortverwaltung Abteilung Farge-Schwanewede, eingesetzt durch die US-amerikanische Military Government Property Control mit Sitz in Farge, Weserstraße (heute Unterm Berg) restliche Baustoffe und Metall-Schrott an interessierte Abnehmer verkaufte. Als die Bewirtschaftung und Verwaltung von Reichsvermögen einschließlich Wehrmachtsvermögen 1947 in die Hände der Oberfinanzdirektion Bremen übergegangen war, veräußerte diese (zu Reichsmarkpreisen) auch Immobilien aus der Bunker-Baustelle an Farger Geschäftsleute, z. B. das „Pumpenhaus“ am Weserufer an einen Elektromeister (1998 abgerissen) und das Gebäude der Oberbauleitung (heute Rekumer Str. 70) an einen Lebensmittelhändler. Zwischen 1946 und 1949 wurde der Bunker von der RAF und der USAF zu Tests mit speziellen betonbrechenden Bomben genutzt. Die komplette Sprengung wurde mehrfach diskutiert, jedoch nie umgesetzt, was vor allem am Widerspruch des neuen Hafendirektors und ehemaligen Bauleiters für den Bunker, Arnold Agatz, scheiterte. Zudem wären die möglichen Schäden in der Umgebung zu groß geworden. Man ging davon aus, dass die großen einstürzenden Massen ein künstliches Erdbeben erzeugen würden, in dessen Folge der Ortsteil Rekum größtenteils zerstört und das in der Nähe befindliche Kraftwerk Farge schwer beschädigt würden. Daraufhin wurden nur kleinere Teile des Bunkers, das Tauchbecken und das Ausfahrtbecken von den Engländern gesprengt.
1948 plante der Senator für das Bauwesen, den Bunker durch Trümmerschutt und Erdaufschüttungen in einen großen Hügel zu verwandeln, um ihn als Parklandschaft zu nutzen. Für die komplette Einebnung des Geländes wären etwa 800.000 m³ Material nötig gewesen. Aufgrund der dadurch entstehenden Kosten von rund einer Million Mark ließ der Senat das Projekt schließlich fallen. Stattdessen entwickelte sich die Weserseite des Bunkergeländes vollkommen eigenständig zu einem beliebten Bade-, Angel- und Campingplatz.
In den 1950er Jahren wurde der Bunker wieder öffentlich beachtet, dabei jedoch auf technische Leistungen und seine Größe beschränkend als „Wunder“ bzw. „Achtes Weltwunder“ bezeichnet. Selbst ein Leichenfund im Fundament des Bunkers am 28. Juni 1957, bei dem es sich offenkundig um einen verstorbenen Zwangsarbeiter handelte, führte zu keiner weitergehenden Auseinandersetzung mit den negativen Aspekten des Bunkerbaus. Der Fokus lag auf einer weiteren pragmatischen Nutzung des gigantischen Gebäudes. So sollte das Bunkergebäude als großes Kühlhaus genutzt oder in einen Atomreaktor umgewandelt werden (1957). Beide Ideen wurden jedoch, wie auch der Plan zur Errichtung einer Freizeitanlage, aus Kostengründen aufgegeben. Nach der Wiederbewaffnung war er als Depot für amerikanische Atomwaffen vorgesehen, was ebenfalls nie umgesetzt wurde.
Im Oktober 1960 beschloss die Bundeswehr eine Nutzung des Bunkers als Materialdepot der Marine. Vier Jahre später begannen die Instandsetzungsarbeiten an etwa 40 % des Bunkers, welche in ein Marinedepot der Bundeswehr umgebaut wurden. Seit dem 1. Oktober 1966 wurden hier Ersatzteile, Bordausrüstungen und nautisches Zubehör verschiedener Schiffstypen gelagert, später kamen Materialien verschiedener Bordhubschrauber hinzu. Das Gelände des ehemaligen Außenlagers war als Panzerübungsgelände bereits seit Ende der 1950er Jahre Teil des Standortübungsplatzes der Bundeswehrgarnison. Dieses Teildepot des Wilhelmshavener Marinematerialdepots 2 wurde 2010 verlassen.
Die Fundamente des Bunkers gründen auf Lauenburger Ton, welcher sich durch hohe Festigkeit und Stabilität auszeichnet. Daher reichten für das Fundament statt einer kompletten Fundamentplatte lediglich Fundamentstreifen aus. Diese sind zwischen 6,50 und 15 Meter tief und zwischen 11 und 12 Meter breit. Noch werden daran Messungen über die Absenkung des Bauwerkes im Boden vorgenommen, um dadurch einzigartige Erfahrungswerte für die Verbesserung statischer Berechnungen zu gewinnen.

## Die Massengräber von Farge
Dass es im Bereich der Arbeitslager Massengräber gab, war der umliegenden Bevölkerung bekannt. Der Präsident des Senats der Stadt Bremen ging 1948 von 1000 bis 5000 Toten im Massengrab des KZ Bremen-Farge aus. Schon im Oktober 1945 erwog man in Bremen die Einrichtung eines „KZ-Ehrenfriedhofs Farge“, der jedoch nicht realisiert wurde. Ein Grund war das Problem der verwaltungsmäßigen Zuständigkeit, da das Massengrab auf nun niedersächsischem Gebiet lag. Deshalb wurden die Toten exhumiert und zur zentralen Bremer Gedenkstätte auf den Osterholzer Friedhof umgebettet. Sie konnten nicht mehr identifiziert werden.

## Erinnerungsstätte
Nachdem der Bunker auch aufgrund von Geheimhaltung und militärischer Absperrung lange in Vergessenheit geraten war, wurde seit den 1980er Jahren allmählich die Geschichte der Zwangsarbeiter aufgearbeitet. Der Bremer Verwaltungsbeamte Rainer Habel fand 1975 in alten Parlamentsprotokollen eine Große Anfrage an den Senat nach Massengräbern in der Farger Heide. Aus seinen Recherchen entstand 1981 die Rundfunkproduktion Keiner verlässt lebend das Lager für Radio Bremen, wodurch das Schicksal der Zwangsarbeiter wieder in das Bewusstsein einer breiteren Öffentlichkeit gelangte.
Habel gründete die Initiative „Blumen für Farge“, die Kontakt zu ehemaligen Häftlingen wie Lucien Hirth (1923–2008) und André Migdal pflegte, welche bereits seit vielen Jahren regelmäßig Gedenkfahrten (Pélérinagen) unter anderem zum Bunker unternahmen. Die Initiative setzte sich zunehmend für die Schaffung eines Mahnmals für die ehemaligen Zwangsarbeiter der Bunkerbaustelle ein.

### Mahnmal

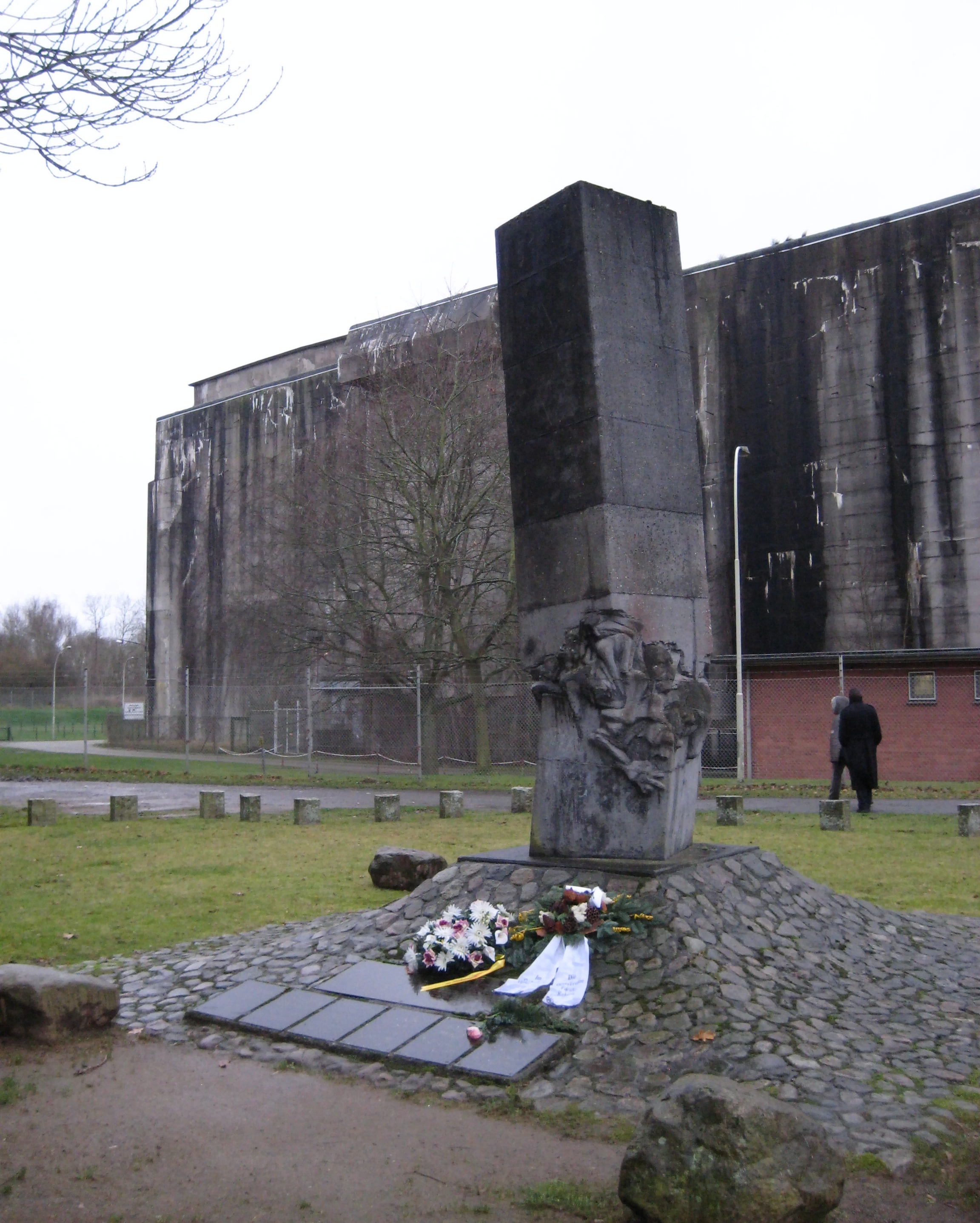
Das Mahnmal Vernichtung durch Arbeit vor dem Bunker versinnbildlicht das Leiden und Sterben der Häftlinge, die schwere Zwangsarbeit auf der Bunkerbaustelle verrichten mussten.

Nach längeren Diskussionen wurde am 17. September 1983 ein Mahnmal für die Opfer des Bunkerbaus eingeweiht, eine Betonplastik des Bremer Künstlers Fritz Stein mit der Bezeichnung Vernichtung durch Arbeit. Es steht auf der ehemaligen Trasse der Marinebahn Farge-Schwanewede außerhalb des von der Bundeswehr eingezäunten Bunkerbereiches, unmittelbar neben dem Einfahrtstor zu den Militär-Einrichtungen.
Es entstanden Initiativen, die die Öffentlichkeit informierten, und die Bundeswehr begann, die militärische Geheimhaltung und Abschirmung zugunsten einer beschränkten Öffentlichkeitsarbeit fallenzulassen. Nach Protesten ließ sie am gesprengten Rundbunker, in dem KZ-Häftlinge untergebracht waren, 1985 eine Informationstafel anbringen, und der Standortälteste der Bundeswehr Schwanewede ließ im April 1995 zum 50. Erinnerungstag des Kriegsendes einen Findling zum Gedenken an die Toten des Außenlagers aufstellen. Er wurde 2008 durch einen neueren ersetzt. Seit 1990 erlaubten einige Standortleiter zivilen Besuchern einen Besuch des Bunkers und stellten einen Mitarbeiter des Depots für Führungen ab.

### Kulturelle Veranstaltungen
Lesungen ehemaliger Häftlinge durften nun im unrenovierten Teil des Bunkers stattfinden und führten dazu, dass dieses Kulturprogramm erweitert wurde. Am 7. Mai 2000, 55 Jahre nach Kriegsende und der Befreiung aus den Häftlingslagern, sprach zum Beispiel André Migdal im U-Boot-Bunker Valentin: Seine Cantate pour la vie hatte dort Premiere. Zwischen 1999 und 2004 wurde im ungenutzten Teil der Ruine das Theaterstück Die letzten Tage der Menschheit von Karl Kraus unter der Regie von Johann Kresnik vom Theater Bremen aufgeführt. Rund 40.000 Theatergäste, die auch mit dem Schiff anreisen konnten, besuchten die Vorstellungen.
Für Ausstellungszwecke stellte die Bundeswehr 1999 eine Materialbaracke zur Verfügung. Seit Anfang 2002 sind markante Orte wie die ehemaligen Gelände des KZ-Außenlagers und des „Arbeitserziehungslagers Farge“ sowie Grabstätten als Stationen eines „Geschichtslehrpfades“ mit Stelen gekennzeichnet. Seit 2005 führt das Schulzentrum Blumenthal jeweils Ende April einen Gedenklauf durch vom Weserdeich am Bunker über die Lagerstraße zum ehemaligen Arbeitserziehungslager. Der Verein „Geschichtslehrpfad“ und die „Friedensschule Bremen“ organisieren regelmäßig Führungen durch den Bunker und über das Lagergelände. 2005 wurde Valentin als erster Bunker im Land Bremen unter Denkmalschutz gestellt.
Angesichts der Pläne, den Bunker zu verkaufen, besuchte der Bremer Senat mit Bürgermeister Jens Böhrnsen und Bürgermeisterin Karoline Linnert am 15. April 2008 zusammen mit dem Brigadegeneral Wolfgang Brüschke den Bunker „Valentin“. Im Vordergrund der Gespräche stand dabei eine angemessene Nachnutzung des Bauwerks. Der Senat sprach sich dafür aus, im Bunker eine Gedenkstätte für die beim Bau ums Leben gekommenen Zwangsarbeiter zu errichten. Im selben Jahr fand in Bremen ein Gedenkstättenseminar statt, das den Bunker als zukünftige Gedenkstätte thematisierte. Am 3. März 2009 beschloss der Bremer Senat, 150.000 Euro zur Erstellung eines Gedenkstättenkonzepts bereitzustellen. Die Bremer Landeszentrale für politische Bildung wurde mit der Vorbereitung zur Errichtung einer zentralen Erinnerungs- und Dokumentationsstätte beauftragt.

### Gedenkstätte
Bremen bekam vom Bund 1,9 Millionen Euro, um 2011 bis 2015 eine Gedenkstätte im ehemaligen U-Boot-Bunker Valentin aufzubauen und verdoppelte diesen Betrag aus Landesmitteln.
Am 8. Mai 2011 begann der Umbau des ehemaligen Depots, im November 2015 nahm die Gedenkstätte „Denkort Bunker Valentin“ schließlich ihren Betrieb auf. Seitdem führt ein Rundweg mit 26 Infostationen durch und um den Bunker „Valentin“. Teil der Rundweges ist das neue Informationszentrum auf der Südseite. Ein Medientisch informiert dort über die Entwicklung der Rüstungslandschaft seit 1932, eine Ausstellung liefert zusätzliche Informationen. Ein Mediaguide kann dort ebenfalls ausgeliehen werden. Darüber hinaus bietet die Landeszentrale für politische Bildung Seminare und Führungen für Schüler, Studenten und Erwachsene an. Ziel ist es, „dieses gigantische Relikt des nationalsozialistischen Regimes für nachfolgende Generationen als Symbol für Größenwahn und menschenverachtende Ideologie zugänglich zu machen.“
Ende Dezember 2011 entstand ein Streit zwischen der BImA als Eigentümerin und dem Bremer Landesamt für Denkmalpflege. Zur Deckung der Betriebskosten möchte die BImA „außer einem dreigeschossigen Seitenteil auch Flächen in der großen Halle zum Einlagern vermieten“. Dem widersprach das Denkmalamt: Das würde den Charakter der gewaltigen Halle zerstören, „man könnte die Dimension nicht mehr in ihrer Gänze wahrnehmen. Da muss man auch durchschreiten können.“
Die Gedenkstätte ist mit der Buslinie 90 der Bremer Straßenbahn AG erreichbar, die nächstgelegene Haltestelle ist Rekumer Siel. Seit 2025 weist eine Unterrichtungstafel an der A 27 auf den Denkort Bunker Valentin hin.

### Eigentümer
Am 31. Dezember 2010 beendete die Bundeswehr die Nutzung des Bunkers. Seitdem wird der Komplex von der Bundesanstalt für Immobilienaufgaben (BImA) verwaltet. Diese versucht, den vorderen Bunkerteil wirtschaftlich zu nutzen. Als der Bunker im Internet zum Verkauf angeboten wurde, warnte Bürgermeister Jens Böhrnsen: „Dieses monströse Monument kann man nicht wie eine beliebige Immobilie auf eine Verkaufsliste setzen“. Am 10. Januar 2011 unterschrieb Böhrnsen eine Nutzungsvereinbarung mit der BImA zur gemeinsamen Nutzung des Bunkers.
Seit 2012 wird das Dach des Depotteils des Bunkers für eine Photovoltaikanlage genutzt.

### Fledermäuse
Der BUND hat 2008 in einem Gutachten nachweisen lassen, dass der Bunker Valentin sich zu einem bedeutenden Überwinterungsquartier von Fledermäusen entwickelt hat. Das Vorkommen wird auf bis zu 5000 Tiere geschätzt, die in den Spalten des Bunkers optimale Bedingungen vorfinden. Die Population umfasst vorwiegend Zwergfledermäuse, aber auch sieben weitere Fledermausarten, die dort den Winter verbringen, darunter Mücken-, Rauhaut-, Breitflügel-, Wasser-, Teichfledermäuse, Langohrfledermäuse und Abendsegler.

## Filme
- depot dämon denkort – Der U-Boot-Bunker in Bremen-Farge. Film von Silke Betscher, Katharina Hoffmann und Wolfgang Wortmann mit Unterstützung durch Lerngruppen des Schulzentrums Blumenthal. Verleih: Landeszentrale für politische Bildung Bremen (Premiere: 25. April 2008).
- Leben mit dem Bunker: Der U-Boot-Bunker „Valentin“, Film von Christin Bamberg und Karen Dahlke, Hochschule Bremen – Internationaler Studiengang Fachjournalistik 2009, Bachelorarbeit (Laufzeit 30 Min.)
- Geheimnisvolle Orte: Hitlers U-Boot-Bunker. Film von Susanne Brahms, Bremedia Produktion (Erstausstrahlung: 10. Februar 2014).[37]
- Bremen wird bunt – Die Jahre 1930 bis 1959 von Daniel Tilgner aus dem Jahr 2023 enthält Ausschnitte aus einem Film, den Johann Seubert 1944 auf der Baustelle des U-Bootbunkers Valentin in offiziellem Auftrag für das NS-Regime gedreht hat.[38]
- Im Nachlass von Marinebaurat Steig im Bundesarchiv Koblenz befindet sich ein (vermutlich von ihm selbst gedrehter) Amateurfilm aus dem Sommer 1944, der unter anderem den Bau des Bunkers dokumentiert.